# TFC 1884 Steinheim
Der Turn- und Fechtclub (TFC) 1884 Steinheim ist ein Sportverein im heutigen Stadtteil Steinheim am Main der Stadt Hanau. Bekanntheit erlangte vor allem die Tischtennis-Abteilung, die Gründungsmitglied der 2. Tischtennis-Bundesliga war.

## Geschichte
Im späten 19. Jahrhundert schlossen sich Turnbegeisterte im damaligen Klein-Steinheim zu einer losen Gruppierung zusammen, aus der im Jahr 1884 der Turn- und Fechtclub wurde.
Nach dem Zweiten Weltkrieg wurde der Verein wegen des Verbots von Fechtclubs zwangsaufgelöst, 1951 erfolgte die Neugründung, im Jahr 1954 entstand die Vereinshalle an der Karlstraße. Die Fecht-Abteilung musste nur wenige Jahre später wieder aufgelöst werden, sodass der Verein heute trotz seines Namens kein Fechten mehr anbietet.
Die Tischtennis-Abteilung gelangte zu Bekanntheit, als sie in der Saison 1988/89 Gründungsmitglied der 2. Tischtennis-Bundesliga wurde. Die sportlichen Leistungen ließen sich jedoch nicht halten und so stieg man schnell wieder bis in die Kreisliga ab. Aktuell spielt die Tischtennis-Mannschaft in der Verbandsliga Mitte.